# 宿守

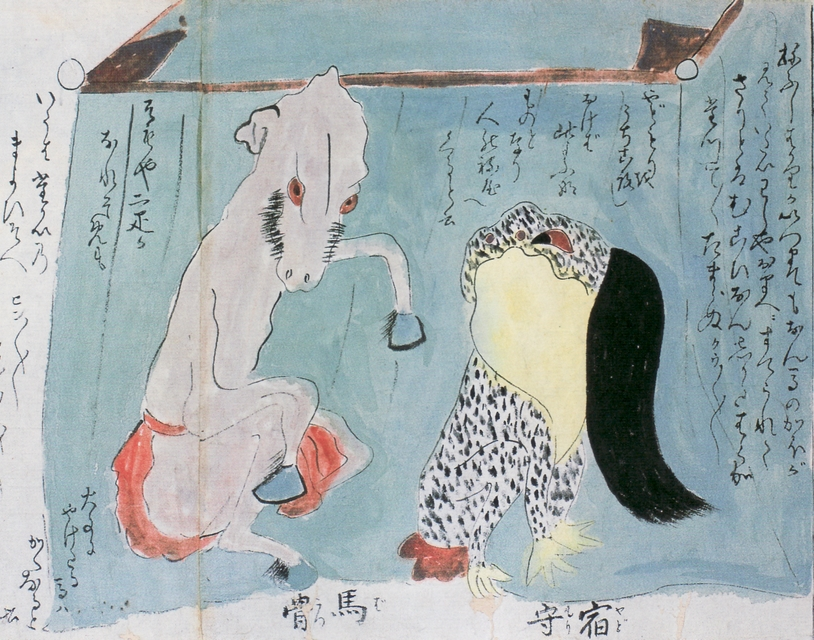
個人蔵版『土佐お化け草紙』より「宿守」（向かって右）と「馬骨」

宿守（やどもり）は、江戸時代に描かれた妖怪絵巻『土佐お化け草紙』に描かれている妖怪。

## 概要
『土佐お化け草紙』に描かれている蝦蟇の妖怪で、馬の妖怪「馬骨」（ばこつ）と室内に釣られた蚊帳（かや）の中で向かい合っている様子が描かれている。蝦蟇を殺した人間の寝室の中へやって来ると記載されている。

## 蝦蟇としてのヤドモリ
本来、ヤドモリというのは四国地方でのヒキガエルの地方名であり、呼称としては妖怪のみをさす固有名詞ではない。土佐国（高知県）ではクツヒキやオクツ、ヤモリやヤモリグツと呼ばれることのほうが多かったようである。
ヤドモリ（宿守）やヤモリ（屋守）という名称は、家を護ると信じられていた点からつけられており、愛媛県の宇和地方では盗人が侵入して来たことを「宿守」が知らせる、高知県では床下にこれが住んでいれば嵐のときに大黒柱を抱いて家を護ってくれる、ヤドモリが護っている家には火事が起こらないなどの俗信が見られる。
『土佐お化け草紙』に描かれた「殺した人間のもとへ化けて来る」といった描かれ方は、普段から「殺してはいけない」とされていた生物である点からの描かれ方だとわかる。